# 299631 Kayliegreen
299631 Kayliegreen este o planetă minoră (asteroid) din centura de asteroizi. A fost descoperită pe 1 mai 2006 la Mauna Kea Observatories⁠(d) de Paul A. Wiegert⁠(d). 
Obiectul prezintă o orbită caracterizată de o semiaxă mare de 2,4126192804569 UAi, o excentricitate de 0,11174408121905, o înclinație de 5,5734499518659 ° în raport cu ecliptica.